# Nová budova Matice slovenské
Nová budova Matice slovenské je železobetonová budova v Martině.
Byla původně postavena jako sídlo Matice slovenské a Slovenské národní knihovny v Martině.
Díky historickému vývoji a vzhledem k historickému významu města Martin v kulturních a politických dějinách Slovenska byla postavena jako třetí budova sídla Matice slovenské a Slovenské národní knihovny. Nová budova tvoří ve městě dominantu, přičemž její umístění na vyvýšeném místě Hostihory to jen umocňuje. Budova je vlastnictvím Slovenské republiky ve správě Slovenské národní knihovny.

## Návrh a vznik
Soutěž na ideový návrh nové budovy Matice slovenské se uskutečnila v letech 1961 až 1962. Základní kámen budovy byl položen v srpnu 1963 při příležitosti 100. výročí založení Matice slovenské. Byl použit vítězný návrh Dušana Kuzmy a Antona Cimmermanna, který se začal realizovat v roce 1964. Budova se poměrně dlouho stavěla a veřejnosti byla předána až v roce 1975. Hmotová kompozice vycházela ze schématu, které se často používalo v 60. letech – kontrast horizontální podnože s atrii a z podnože založené vertikální hmoty. Objekt je 42 metrů vysoký a 110 metrů dlouhý, má 16 podlaží, na zastavěné ploše 5 832 m² s užitnou plochou 27 000 m².

## Funkce
Původně byla budova hlavním sídlem Matice slovenské i sídlem většiny odborných pracovišť a sbírek MS. Od roku 2005, po vymezení majetku mezi Maticí slovenskou a Slovenskou národní knihovnou, slouží budova pro potřeby Slovenské národní knihovny. Nachází se zde Národní knihovna Slovenské republiky. Slouží jako moderní vědecká, kulturní, informační a vzdělávací instituce, určená všem občanům Slovenska a uživatelům ze zahraničí. Knihovna shromažďuje knihovnické, literárněarchivní a literárněmuzeální sbírky. Sbírkový fond Slovenské národní knihovny obsahuje přes 4 miliony jednotek – k jejich uložení slouží 72 km regálů. Ve sbírkách Archivu literatury a umění je více než 2 miliony dokumentů.

## Konstrukční systém
Na objektu jsou použité nové konstrukční technologie a materiály. Obklad spodní dlouhé hmoty je z rýhovaných betonových desek a ve výškové části je použita neobvyklá struktura slunolamů. Slunolamy nejsou jen módní záležitostí, ale jejich úkolem je chránit uložené knižní fondy. Další konstrukční novinkou jsou železobetonové zdvihané stropy vedle monolitického komunikačního jádra výškové části. Okna jsou hliníková.

## Dispozice
Po stránce architektonicko-dispoziční jde o dvouatriovou budovu, z níž jedno atrium má funkci okrasného prostoru, druhé atrium má charakter utilitární. Ve spodní části, kromě atrií, jsou situovány i výstavní prostory, katalogy, studovny, čítárny, přednáškový sál, zasedačka, příslušenství, administrativa, dílny, kuchyně. Ve výškové části jsou sklady pro téměř 3 000 000 svazků knih.

## Interiér
Interiéry jsou dílem Vojtěcha Vilhana a Gabriely Cimmermannové. Převládají bílé, oranžové a modré barvy v kombinaci s nerezovým obkladem sloupů.
Na vnitřní a vnější výzdobě se podíleli významní slovenští výtvarníci – Jozef Kostka (socha Pochodeň před hlavním vchodem), Fraňo Štefunko (busty významných buditelů), Vincent Hložník se synem (nízký reliéf na průčelí budovy nad hlavním vchodem z betonových panelů), Vladimír Kompánek (pět dřevěných plastik v prostorové kompozici, které vycházejí z tradice lidového umění – atrium), Milan Laluha (velká olejomalba na stěně před vchodem do univerzální studovny Zlatá nit), Elena Bellušova (bílý sádrový reliéf protkávaný zlatem – síň Zlatá nit), Václav Cigler (skleněná plastika uprostřed vestibulu na přízemí) a další.